# NGC 6928
NGC 6928 is een balkspiraalstelsel in het sterrenbeeld Dolfijn. Het hemelobject werd op 15 augustus 1863 ontdekt door de Duitse astronoom Albert Marth.

## Synoniemen
- IC 1325
- UGC 11589
- MCG 2-52-17
- ZWG 424.21
- IRAS 20304+0945
- PGC 64932